# Eronyxa
Eronyxa es un género de coleóptero de la familia Trogossitidae.

## Especies
Las especies de este género son:
- Eronyxa angustus
- Eronyxa expansus
- Eronyxa pallidus